# His Majesty’s Canadian Ship
A Her Majesty’s Canadian Ship (HMCS) (franciául Navire Canadien de Sa Majesté [NCSM], magyarul Őfelsége kanadai hajója) jelzést prefixumként alkalmazzák a Canadian Forces (Kanadai haderő) hadihajóinak nevénél. Amennyiben az uralkodó férfi, azaz király, az angol megjelölés His Majesty's Canadian Shipre változik, ugyanakkor a francia változat nem változik. A jelzés az Egyesült Királyságban használt Her Majesty’s Ship (Őfelsége hajója) jelzésből ered. A kanadai uralkodó egyszemélyében, ugyanakkor elkülönítve az Egyesült Királyság uralkodója is.
Az HMCS Rainbow volt az első hadihajó, amely ezt a jelzést használta 1910-ben, miután átkerült a Royal Navytől a Royal Canadian Navyhez (a brit haditengerészettől a kanadaihoz). Az ezt a jelölést viselő hajók a kanadai királyi haderőhöz tartoznak és a kanadai haderő tengerészeti parancsnoksága felel értük.
A kanadai haderő több szárazföldi tengerészeti létesítménye szintén rendelkezik ezzel az előtaggal, mint az HMCS Trinity, az HMCS Naden, HMCS Discovery és a kanadai királyi tengerészkadétok nyári kiképzési központjai, mint az HMCS Quadra. A halifaxi bázis kivétel, az ugyanis őfelsége kanadai hajógyárának (Her Majesty's Canadian Dockyard) számít.
Több másik nemzetközösségi királyság használja az HMS egy variációját a hadihajói jelölésére, mint amilyen az HMAS (Őfelsége ausztrál hajója) és az HMNZS (Őgelsége új-zélandi hajója).

## Fordítás
- Ez a szócikk részben vagy egészben a  Her Majesty's Canadian Ship című angol Wikipédia-szócikk ezen változatának fordításán alapul.  Az eredeti cikk szerkesztőit annak laptörténete sorolja fel. Ez a jelzés csupán a megfogalmazás eredetét és a szerzői jogokat jelzi, nem szolgál a cikkben szereplő információk forrásmegjelöléseként.